# Albert Gorter
Albert Gorter (Nuremberg, 1862 - Herrsching, 1936) fou un compositor i director d'orquestra alemany del Romanticisme.
Fou director dels teatres d'òpera d'Estrasburg i Leipzig, i com a compositor es va distingir tant en el gènere instrumental com en el dramàtic.
Entre les seves òperes estrenades s'hi troben Der Schatz des Rhampsinit (1894) i Paria (1908).